# Uładzimir Jurczanka
Uładzimir Jurczanka (biał. Уладзімір Юрчанка, ur. 26 stycznia 1989 w Mohylewie) – białoruski piłkarz występujący na pozycji napastnika.

## Kariera klubowa
| Sezon | Klub                | Kraj     | Rozgrywki        | Mecze | Bramki |
| ----- | ------------------- | -------- | ---------------- | ----- | ------ |
| 2006  | Dynama Mińsk        | Białoruś | Wyszejszaja liha | 1     | 0      |
| 2007  | Dynama Mińsk        | Białoruś | Wyszejszaja liha | 16    | 0      |
| 2008  | Saturn Ramienskoje  | Rosja    | Priemjer-Liga    | 4     | 1      |
| 2009  | Saturn Ramienskoje  | Rosja    | Priemjer-Liga    | 2     | 0      |
| 2010  | Dniapro Mohylew     | Białoruś | Wyszejszaja liha | 29    | 9      |
| 2011  | Szachcior Soligorsk | Białoruś | Wyszejszaja liha | 7     | 0      |